# Aleatoriedad estadística
Una secuencia numérica se dice que es aleatoriedad estadística cuando no contiene patrones reconocibles o regularidades; secuencias como el resultado de una tirada de dados. Existen diversas definiciones que tratan de formalizar la noción intuitiva anterior.
La aleatoriedad estadística no implica necesariamente aleatoriedad "verdadera". La secuencia pseudoaleatoria es suficiente para muchos usos.

## Definiciones formales

### Reales aleatorios
Un número real {\displaystyle 0<r=0.r_{1}r_{2}r_{3}r_{4}\dots <1} es b-normal (aleatorio en base b) si escrita como expresión numérica:

{\displaystyle r=r_{1}b^{-1}+r_{2}b^{-2}+\dots =\sum _{k=1}^{\infty }r_{k}b^{-k},\qquad r_{k}\in \{0,1,\dots ,b-1\}}

Si todas las secuencias de k dígitos que aparecen en la secuencia {\displaystyle r_{m+1}r_{m+2}\dots r_{m+k}} tienen la misma probabilidad {\displaystyle p_{k}=1/b^{k}}. En los años 1920, Émile Borel conjeturó que la mayor parte de números reales eran aleatorios (concretamente que un número real escogido al azar es con probabilidad 1). Igualmente, la computación de números trascendentes como {\displaystyle \pi } o {\displaystyle e} sugieren que sus desarrollos decimales parecen b-normales (ver números de Stoneham). Sin embargo, demostrar formalmente que un número real es realmente b-normal se ha revelado auténticamente difícil. Sólo en 1973, Richard Stoneham demostró formalmente que algunos números reales son b-normales.
La siguiente tabla muestra la aparente 10-normalidad de las cifras de {\displaystyle \pi }:
| Secuencia | Ocurrencias  | Secuencia | Ocurrencias  | Secuencia | Ocurrencias  |
| --------- | ------------ | --------- | ------------ | --------- | ------------ |
| 0         | 99 993 942   | 00        | 10 004 524   | 000       | 1 000 897    |
| 1         | 99 997 334   | 01        | 9 998 250    | 001       | 1 000 758    |
| 2         | 100 002 410  | 02        | 9 999 222    | 002       | 1 000 447    |
| 3         | 99 986 911   | 03        | 10 000 290   | 003       | 1 001 566    |
| 4         | 100 011 958  | 04        | 10 000 613   | 004       | 1 000 741    |
| 5         | 99 998 885   | 05        | 10 002 048   | 005       | 1 002 881    |
| 6         | 100 010 387  | 06        | 9 995 451    | 006       | 999 294      |
| 7         | 99 996 061   | 07        | 9 993 703    | 007       | 998 919      |
| 8         | 100 001 839  | 08        | 10 000 565   | 008       | 999 962      |
| 9         | 100 000 273  | 09        | 9 999 276    | 009       | 999 059      |
| __        | __           | 10        | 9 997 289    | 010       | 998 884      |
| __        | __           | 11        | 9 997 964    | 011       | 1 001 188    |
| __        | __           | ...       | ...          | ...       | ...          |
| __        | __           | 99        | 10 003 709   | 099       | 999 201      |
| __        | __           | __        | __           | ...       | ...          |
| __        | __           | __        | __           | 999       | 1 000 905    |
| Total     | 1000 000 000 | Total     | 1000 000 000 | Total     | 1000 000 000 |

### Compresibilidad algorítmica
La complejidad de Kolmogórov puede pensarse como una cota inferior de la compresibilidad algorítmica de una secuencia finita (de caracteres o dígitos binarios). Asigna a cada secuencia de ese tipo W un número natural K(w) que, intuitivamente, mide la mínima longitud de un programa informático (escrito en cierto lenguaje de programación fijo y preestablecido) que tiene input vacío y tiene como output la secuencia W cuando es ejecutado. Dado un número natural c y una secuencia w, decimos que w es c-incompresible si {\displaystyle K(w)\geq |w|-c}.
Una sucesión infinita S es aleatoria en el sentido de Martin-Löf si y sólo si existe una constante c tal que todas los prefijos finitos de S's son c-incompresibles.
Por ejemplo, se conjetura que el número {\displaystyle \pi } es b-normal, sin embargo, es algorítmicamente compresible ya que es un número calculable mediante un procedimiento finito bien definido.